# Nyctemera agacles
Nyctemera agacles là một loài bướm đêm thuộc phân họ Arctiinae, họ Erebidae.